# Kozlov (district de Žďár nad Sázavou)
Pour les articles homonymes, voir Kozlov.
Kozlov (en allemand : Koslau) est une commune du district de Žďár nad Sázavou, dans la région de Vysočina, en République tchèque. Sa population s'élevait à 192 habitants en 2020.

## Géographie
Kozlov se trouve à 6 km à l'est-nord-est de Velké Meziříčí, à 23 km au sud-sud-est de Žďár nad Sázavou, à 36 km à l'est de Jihlava à 142 km au sud-est de Prague.
La commune est limitée par Dobrá Voda au nord, par Křižanov à l'est, par Sviny au sud, par Velké Meziříčí au sud-est, par Martinice à l'ouest et par Vídeň au nord-ouest.

## Histoire
La première mention écrite de la localité date de 1396.

## Transports
Par la route, Kozlov se trouve à 6,5 km au nord de Velké Meziříčí, à 27,5 km de Žďár nad Sázavou, à 57 km de Jihlava et à 161 km de Prague.